# 拋體
拋體（projectile）或稱投射物、射彈、抛射物是指任何被外力推進拋射到空间中飞行的物體。雖然被投扔的球可視為一種拋體，不過在武器弹道学中，拋體更常被提到。在下面可接續看到拋體運動的軌跡方程式。

## 動力
除了用手投掷的飛鏢、标枪等類似武器之外，弓箭、弩、彈弓、投石器、弩炮等都是利用機械工具的應力來發射。另外也有用壓縮氣體來當作物體的動力，比如吹箭和氣槍。然而大多數的枪械都是利用化學反應來產生大量氣體推進，Light gas guns就是屬於此類型。在軍事方面，有些拋射物的飛行是利用噴射引擎或是火箭引擎。

## 貨物箱型投射物
在綜多拋體中，以砲彈為例，物體內帶有爆裂物或者是其他生化物質，可被設計造成附加損害（例如熱或毒）的物體。

## 動能型投射物
不含爆炸性炸藥的拋體稱為運動拋體、拋體武器、拋體彈頭、拋體穿透。而古典的拋體武器、彈頭通常都是鈍的，像是石頭、類似圓形的武器，像弓箭或者是彈頭。其中拋射體中不含有炸藥的，如發射軌道彈、螺旋子彈、重量螺旋彈以及動能穿甲彈。這些武器利用他們高初速的特性，且利用旋轉來將他們的動能轉換成更具破壞性的衝擊波和熱量。一些武器瞄準的對象為在太空中飛行的反衛星武器和反導彈武器。因為他們有很高的初速度，所以他們可以單純的利用釋放動能來達到摧毀目標的目的，所以爆炸物是不需要的。比較起TNT炸藥所造成的能量，4.6百萬焦耳/千克，如果能源動能攔截器的關閉速度是10km/s，則能量為50百萬焦耳/千克。
這可以省去昂貴的重量，也可以去除時間的準確性。這種方法很好，但是重點是要接觸到目標，所以需要一個更精確的軌跡。關於反導彈武器，箭式導彈和MIM-104愛國者飛彈有爆炸性，但是動能攔截器(KEI)和輕型外大氣層飛彈(RIM-161標準導彈三型)，以及THAAD則無爆炸性。另外還有超高速終端彈道、外大氣層殺傷器（EKV）。
動能飛彈也能由飛行器所擊落，例如經由具體的擊中目標，由更精準解附帶傷害較少的方式，可以應用於取代炸藥的常規飛彈。一個典型的炸彈有質量為900公斤，衝擊速度800公里/小時（220米/秒）。也可以用來試著用爆炸的方式讓炸彈下落。該方法已用於伊拉克自由行動以及隨後的軍事行動在伊拉克融合鋼管混凝土培訓炸彈，聯合直接攻擊彈藥全球定位系統制導部件，攻擊車輛和其他相對“軟目標”過於靠近平民結構，使用常規高爆彈等。一顆動力炸彈也可能包含由地球軌道所落下的拋體。在科幻小說中常出現的光速武器可以稱為RKV。

## 帶線投射物
- 有一些投射物會用纜線跟發射器連接在一起：

1. 用於導引: 線導飛彈(控制的範圍可達4000公尺) 。
2. 用於導通電擊：例如泰瑟電擊器，同時發射兩個投射物，每個投射物都各連接一條導電線。
3. 用於抓取目標：例如魚叉或捕鯨叉。

## 常見拋體的速度
| 投射物                                   | 速度 (m/s),(km/h)             | (ft/s)           | (mph)           | 動能密度 {\displaystyle ={\frac {1}{2}}mv^{2}} |
| ---------------------------------------- | ----------------------------- | ---------------- | --------------- | ---------------------------------------------- |
| 真空中地表附近墜落了1公尺的投射物        | 4.43 m/s, 15.948 km/h         | 14.5 ft/s        | 9.9 mph         | 9.8 J/kg                                       |
| 真空中地表附近墜落了10公尺的投射物       | 14 m/s, 50.4 km/h             | 46 ft/s          | 31 mph          | 98 J/kg                                        |
| 專業投手投出的棍棒                       | 40 m/s, 144 km/h              | 130 ft/s         | 90 mph          | 800 J/kg                                       |
| 真空中地表附近墜落了100公尺的投射物      | 45 m/s, 162 km/h              | 150 ft/s         | 100 mph         | 980 J/kg                                       |
| 專業投手用投槍器投出的有彈性標槍         | 45 m/s, 162 km/h              | 150 ft/s         | 100 mph         | 1000 J/kg                                      |
| 80磅的手弩所射出弩箭                     | 58 m/s, 208.8 km/h            | 190 ft/s         | 130 mph         | 1.7 kJ/kg                                      |
| 漆彈初速                                 | 91 m/s, 327.6 km/h            | 300 ft/s         | 204 mph         | 4.1 kJ/kg                                      |
| 175磅的弩射出的弩箭                      | 97 m/s, 349.2 km/h            | 320 ft/s         | 217 mph         | 4.7 kJ/kg                                      |
| 從空氣槍射出直徑6mm的BB彈                | 100 m/s, 360 km/h             | 328 ft/s         | 224 mph         | 5 kJ/kg                                        |
| 從來福槍射出直徑4.5mm的子彈              | 150 m/s, 540 km/h             | 492 ft/s         | 336 mph         | 11 kJ/kg                                       |
| 從空氣槍所射出的最大初速之投射物         | 244 m/s, 878.4 km/h           | 800 ft/s         | 545 mph         | 29.8 kJ/kg                                     |
| 9×19mm彈頭初速（信號槍）                 | 340 m/s, 1224 km/h            | 1116 ft/s        | 761 mph         | 58 kJ/kg                                       |
| 12.7×99mm彈頭初速（機槍）                | 800 m/s, 2880 km/h            | 2625 ft/s        | 1790 mph        | 320 kJ/kg                                      |
| 5.56×45mm彈頭初速（突擊步槍）            | 920 m/s, 3312 km/h            | 3018 ft/s        | 2058 mph        | 470 kJ/kg                                      |
| 125×1400mm動能穿甲彈初速（戰車砲）       | 1700 m/s, 6120 km/h           | 5577 ft/s        | 3803 mph        | 1.4 MJ/kg                                      |
| 2公斤重鎢彈初速（試驗性磁軌砲）          | 3000 m/s, 10800 km/h          | 9843 ft/s        | 6711 mph        | 4.5 MJ/kg                                      |
| 中程彈道飛彈重返大氣層                   | 會達到4 km/s                  | 會達到13000 ft/s | 會達到9000 mph  | 會達到8 MJ/kg                                  |
| 輕氣砲射出的投射物                       | 會達到7 km/s                  | 會達到23000 ft/s | 會達到16000 mph | 會達到24 MJ/kg                                 |
| 低軌道人造衛星                           | 8 km/s                        | 26000 ft/s       | 19000 mph       | 32 MJ/kg                                       |
| 外大氣層獵殺載具                         | closing speed roughly 10 km/s | ~33000 ft/s      | ~22000 mph      | ~ 50 MJ/kg                                     |
| 低軌道上的投射物（例如：太空垃圾）與目標 | 接近在0 - 16 km/s             | ~53000 ft/s      | ~36000 mph      | ~ 130 MJ/kg                                    |

## 生活中常見的拋體
- 生活中的拋體運動處處可見，拋體在空氣中作用後，與在真空中有大大的不同。這邊舉了三個生活中常見的拋體，並做了基本簡單的介紹。

1. 砲彈：砲彈的阻力與外型和速度有密切關係，空氣阻力在1.2倍音速時達到最大，隨後阻力會減少到一常數值。精準度方面，火砲砲口初速的誤差越大則造成射程精準度誤差越大。
2. 棒球：棒球拋體部份，先利用能量散失來說明棒球與球棒之間的碰撞，以及球棒和球之彈性的影響，最後利用手指使球斜側旋、橫旋，造成Magnus force讓球的軌跡改變，投出滑球、曲球…等常見的變化球，可擾亂打者打擊的視覺。
3. 槍械：膛線角度固定，子彈初速越大，槍身本身的質量越大，後座力會越小。若旋轉的角速度也越大，則子彈穩定性與精準性也隨之提高。

## 其他種類
1. 彈道學分析了拋體的軌跡，當有力作用在拋體上時，此拋體就軌跡會受影響，乃至於最後所要打到的目標。因此導向飛彈不能稱作為拋體。
2. 當爆炸時，會產生很多的碎片，且這些碎片的速度很快，由其是爆炸性的武器爆炸時就會有很多高速的碎片產生。